# Mercedes Erra
Mercedes Erra, född den 23 september 1954 i Sabadell nära Barcelona, är en fransk affärskvinna, grundare och president för BETC Groupe.
Mercedes Erra specialiserar sig på strategi och utveckling av stora varumärken. Hon har bidragit till strategiska vändpunkter för de varumärken som hon har varit ansvarig för, bland annat strategierna "hälsa" för Danone, "ungdom" för Évian, Air Frances vision att göra himlen till den vackraste platsen på jorden samt McDonald's "kom som du är".
BETC är den första franska reklambyrån som kommit bland de tre bästa europeiska byråer som utnämndes till årets internationella byrå för 2019 av Adweek. Baserat i Pantin, i Seine-Saint-Denis, har BETC Group nu 1 500 anställda, inklusive Fullsix-gruppen, som den just[när?] har gått samman med för att skapa BETC Fullsix.

## Biografi
Mercedes föddes i Katalonien och flyttade till Frankrike vid sex års ålder, hon kunde då ingen franska.

### Karriär
1982 började Mercedes Erra sin karriär som assistent på reklambyrån Saatchi & Saatchi. Hon blev senare reklamchef, kundchef, biträdande chef och 1990 befordrades hon till direktör för hela byrån.
1995 lämnade hon Saatchi & Saatchi för att grunda BETC-byrån. Hon är "E" i BETC - Babinet Erra Tong Cuong. År 2000 blev hon president för byrån.
Mercedes Erra var ordförande för den franska versionen av Reklamförbundet mellan 2002 och 2004 .
Sedan februari 2011 är hon även ledamot i Accorgruppens styrelse som oberoende styrelseledamot .

### Åtaganden
Mercedes Erra är engagerad i kampen för kvinnors rättigheter . Hon arbetar med Women's Forum for the Economy and Society, som hon är en av de grundande medlemmarna i, hon arbetar även med UNICEF och Elle . Hon är också aktiv medlem av den franska kommittén för Human Rights Watch och permanent ledamot av kommissionen om kvinnans bild i media.
Sedan 2005 har hon varit medlem i styrelsen för Force Femmes-föreningen. Mercedes Erra har också varit medlem i styrkommittén för Club XXIe Siècle sedan 2019, en förening vars mål är att främja mångfald och lika möjligheter. Hon har sagt att reklam kan vara "ett vapen för feminismen". 

### Andra uppdrag
- Styrelseordförande för Cité nationale de l'histoire de l'Immigration (sedan mars 2010) [13]
- Styrelseordförande för den offentliga etableringen av Porte Dorée-palatset (sedan 2012) [14]
- Direktör för Havas-gruppen (sedan 2011) [15]
- Oberoende direktör för Eiffeltornets operativa företag (från 2011 till 2014) [16]

## Utmärkelser
- Officier de la Légion d'honneur (2011). Hon har varit riddare sedan 2001
- Officier de l'ordre national du Mérite (2006)
- Commandeur de l'ordre des Arts et des Lettres (2016) [17]

## Privatliv
Mercedes Erra är mor till fem barn  .